# Rudolf Kohlrausch

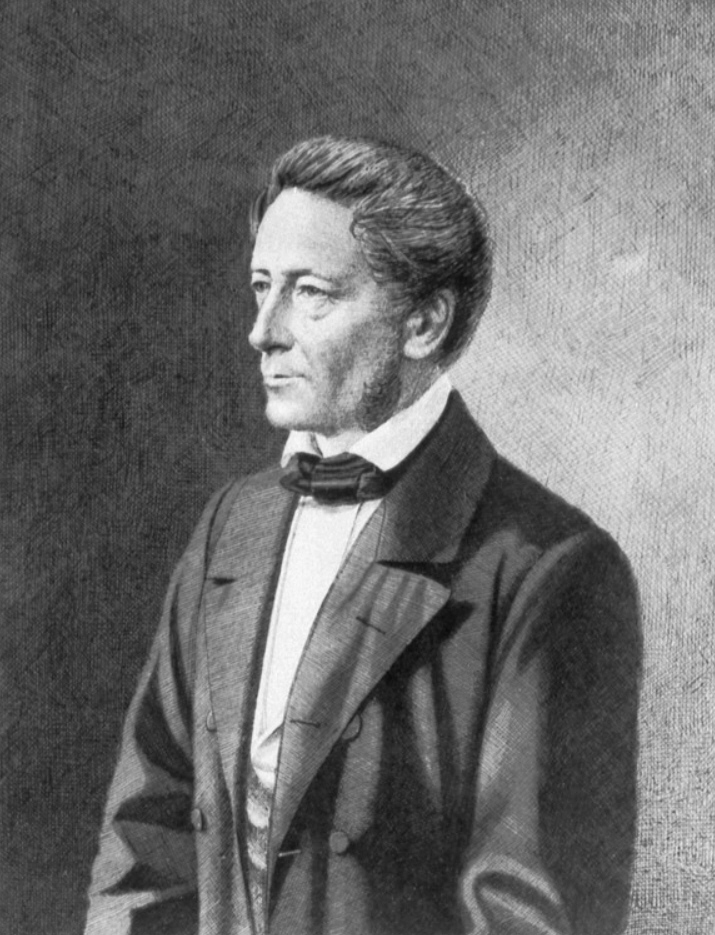
Rudolf Kohlrausch.

Rudolf Hermann Arndt Kohlrausch, född den 6 november 1809 i Göttingen, död den 8 mars 1858 i Erlangen, var en tysk fysiker. Han var son till Heinrich Friedrich Theodor Kohlrausch far till Friedrich Wilhelm Georg Kohlrausch och farfar till Karl Wilhelm Friedrich Kohlrausch.
Kohlrausch blev 1853 extra ordinarie professor vid universitetet i Marburg och 1857 ordinarie professor vid universitetet i Erlangen. Han gav en rent vetenskaplig basis åt Voltas grundförsök, i det han med en särskilt inrättad apparat (kondensator) undersökte de elektriska spänningslagarna och med sin elektrometer lagarna för elektriskt laddade kroppars inverkan på varandra. Man har honom att tacka även för ett experimentellt bestyrkande av Ohms lag. Mest berömd blev Kohlrausch genom sitt samarbete med Weber vid uppställandet av det så kallade absoluta måttsystemet för de elektriska storheterna, genom vilket alla måttbestämningar kunde återföras till några få rationella enheter (Elektrodynamische Massbestimmungen, 1856).